# Briefgedicht
Briefgedicht ist eine Sammelbezeichnung für alle Arten von in Gedichtform verfassten echten oder fingierten Briefen.
Beispiele für Briefgedichte reichen bis in die Antike zurück, am bekanntesten sind Ovids Heroides, in elegischen Distichen verfasste fingierte Briefe mythologischer Frauen an ihre männlichen Partner, in denen sie sich über Vernachlässigung und/oder schlechte Behandlung beklagen, sowie die in Hexametern verfassten Epistulae des Horaz. Aus dem Mittelalter sind spezielle Formen der Minnebrief, ein in Reimpaaren verfasster Liebesgruß an die Geliebte und im Frankreich der Trobadore der Salut d’amour.
Im Barock wird von Hofmannswaldau die Ovidsche Form wieder aufgenommen (Helden-Briefe 1664), weitere Beispiele finden sich im französischen Rokoko und der deutschen Anakreontik bei Goeckingk, Gleim, Rabener und Wieland.
In der Weimarer Klassik sind die Briefgedichte Goethes an Frau von Stein, Augusta zu Stolberg, Marianne von Willemer und Bettina Brentano die bedeutendsten Beispiele der Gattung in der deutschen Literatur und zugleich Muster einer Gelegenheitsdichtung auf hohem Niveau. Als Beispiel Goethes Gedicht an Charlotte von Stein:
Gewiß, ich wäre schon so ferne, ferne,

So weit die Welt nur offen liegt, gegangen,

Bezwängen mich nicht übermächt'ge Sterne,

Die mein Geschick an deines angehangen,

Daß ich in dir nur erst mich kennen lerne.

Mein Dichten, Trachten, Hoffen und Verlangen

Allein nach dir und deinem Wesen drängt,

Mein Leben nur an deinem Leben hängt.
Nach der Klassik finden sich vereinzelt Briefgedichte bei Heinrich Heine, Clemens Brentano, Friedrich de la Motte Fouqué, Annette von Droste-Hülshoff, Theodor Fontane, Detlev von Liliencron, Rainer Maria Rilke (Briefwechsel mit Erika Mitterer) und Joachim Ringelnatz.
Frank Wedekinds letztes Gedicht An Tilly (1918) ist ebenfalls ein Briefgedicht, gerichtet an seine Frau Tilly.
In der französischen Literatur finden sich Briefgedichte bei Clément Marot und in der englischen unter anderem bei John Donne, John Dryden, Alexander Pope und John Keats.